# Estaleiros venezianos de Chania

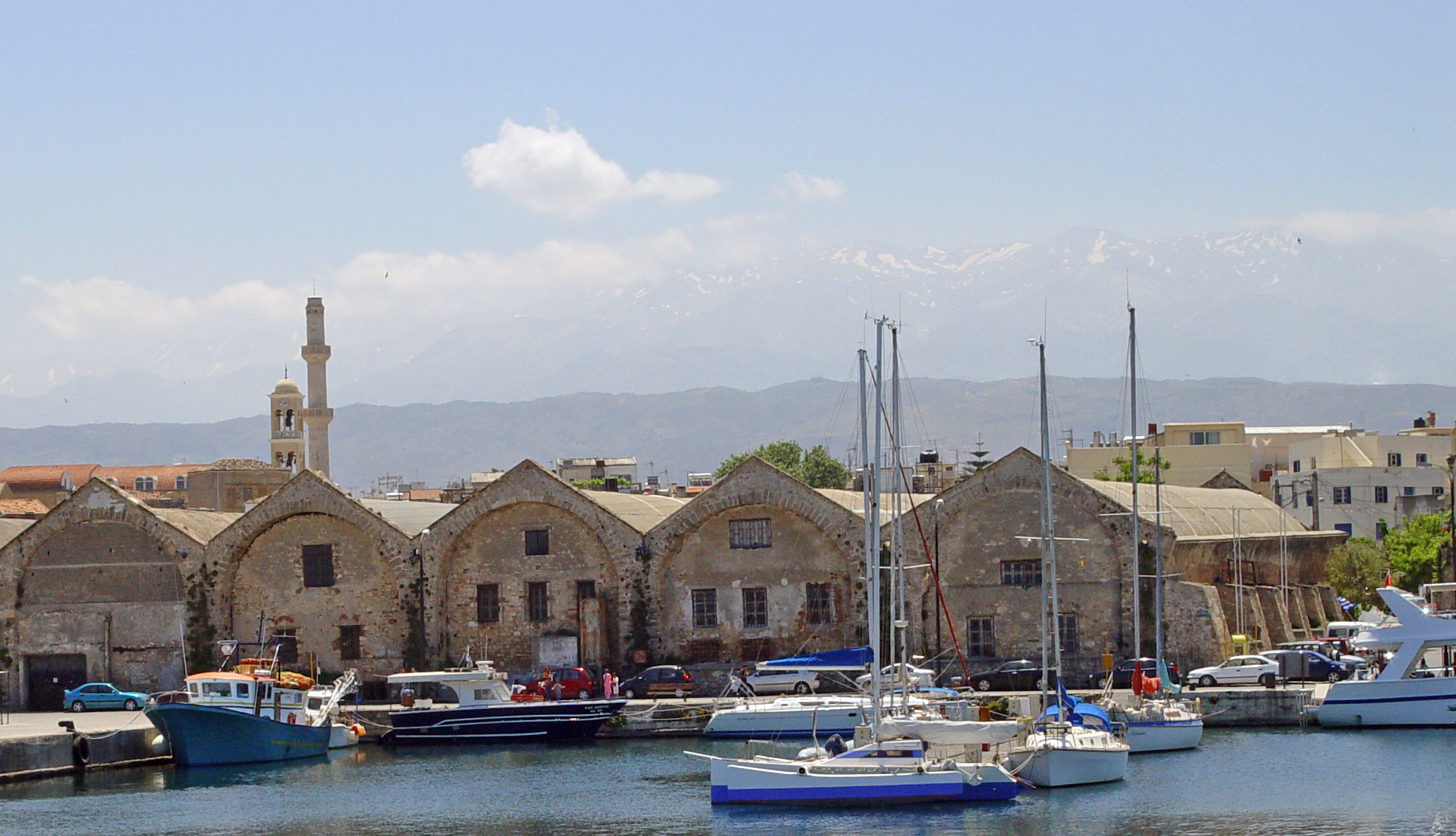

Os Estaleiros Venezianos de Chania ou Neoria ou Arsenal ficam localizados em Chania ilha de Creta na Grécia.
Foram construídos durante a ocupação veneziana e ficaram concluídos em 1599.
Originalmente eram 17 edifícios com telhado em arco, ligados directamente ao Mar Mediterrâneo. Eram utilizados na manutenção e construção de navios. 
Dos 17 edifícios originais, existem apenas 7.
Actualmente já não estão ligados ao mar e servem como arrecadações, centros de exposições ou salas de espectáculos.